# Louis Schaub
Louis Schaub, född 29 december 1994 i Fulda, Tyskland, är en österrikisk fotbollsspelare som spelar för tyska Hannover 96. Han representerar även Österrikes landslag.

## Karriär
Schaub värvades till 1. FC Köln den 1 juli 2018. Han debuterade för klubben i 2. Bundesliga den 4 augusti 2018 i en match mot VfL Bochum, han fick spela i 70 minuter innan han blev utbytt mot Niklas Hauptmann.
I maj 2022 värvades Schaub av tyska Hannover 96, där han skrev på ett treårskontrakt.

## Övrigt
Schaub föddes i Fulda i Tyskland, till en tysk far och en österrikisk mor. Hans far Fred Schaub, även han tidigare fotbollsspelare avled 2003 i en bilolycka, Louis befann sig i bilen då olyckan inträffade men överlevde.